# Olympia 2002
 (avril 2020).
Si vous disposez d'ouvrages ou d'articles de référence ou si vous connaissez des sites web de qualité traitant du thème abordé ici, merci de compléter l'article en donnant les références utiles à sa vérifiabilité et en les liant à la section « Notes et références ».
Pour les articles homonymes, voir Olympia.
Albums de Christophe
Comm'si la terre penchait
(2001) Aimer ce que nous sommes
(2008)
Olympia 2002 est le deuxième album live de Christophe, enregistré les 10 et 11 mars 2002 à l'Olympia, et paru le 14 octobre 2002.

## Historique
Ce spectacle marque le retour sur scène du chanteur, trente ans après avoir mis un terme à sa carrière scénique. C'est par la promotion de son dernier album jusqu'à alors, Comm'si la terre penchait, qu'il annonce son retour sur scène et effectue toute une série de concerts à l'Olympia de Paris.
Il fait appel à des éclairagistes du théâtre et de la danse pour mettre en valeur son spectacle. Il chante, assis sur un tabouret, la lumière centrée sur lui, pendant que des danseurs se produisent sur une chorégraphie de Marie-Claude Pietragalla, des images de rock 'n' roll sont projetées sur le décor.

## DVD live
Le concert a également connu une sortie en DVD. Y figurent également un portrait en guise d'introduction: Parking ; un morceau instrumental aux arrangements expérimentaux (dits « superposés », puisqu'il s'agit d'une hybridation entre les versions instrumentales des titres Enzo, J'aime l'ennui et Le Beau Bizarre) d'une durée de 14 minutes accompagné de chorégraphies, faisant office d'entracte: Enzo (Part II) / J'aime l'ennui ; ainsi qu'un portrait conclusif: Le hasard est un don.

## Titres[2]
CD 1
1. Les Minots (instr.)
2. Elle dit, elle dit, elle dit
3. Un peu menteur
4. J'l'ai pas touchée
5. La Petite Fille du troisième
6. Merci John d'être venu
7. Ces petits luxes
8. Le Temps de vivre
9. L'enfer commence avec L
10. Aline
11. Voir
12. Succès fou
13. Les Paradis perdus
14. Enzo

CD 2
1. Minuit boulevard
2. Comme un interdit
3. Les Marionnettes
4. Señorita
5. La dolce vita
6. La Man
7. Le Dernier des Bevilacqua
8. Les Mots bleus
9. Cette vie-là
10. Petite Fille du soleil

Il existe également une édition 1CD, dans lequel la moitié des titres ont été supprimées pour se concentrer sur les hits:
1. Elle dit, elle dit, elle dit
2. Un peu menteur
3. La Petite Fille du troisième
4. L'enfer commence avec L
5. Aline
6. Succès fou
7. Raconte une histoire
8. Les Paradis perdus
9. Enzo
10. Minuit boulevard
11. Comme un interdit
12. Les Marionnettes
13. Señorita
14. La dolce vita
15. La Man
16. Les Mots bleus
17. Petite Fille du soleil
18. Le Beau bizarre
19. Comm'si la terre penchait